# Colwell (Northumberland)
Colwell – wieś w Anglii, w hrabstwie Northumberland. Leży 32 km na zachód od miasta Newcastle upon Tyne i 417 km na północ od Londynu.